# SK St. Johann
Der SK St. Johann ist ein österreichischer Fußballverein aus der Marktgemeinde Sankt Johann in Tirol im Bezirk Kitzbühel in Tirol und wurde 1954 gegründet. Sein größter Erfolg war der Gewinn des Tiroler Fußballcups 1988. Die Kampfmannschaft spielt in der TT.com Regionalliga Tirol, d. h. in der viert höchsten Spielklasse. Die KM2 spielt in der 1. Klasse Ost, d. h. in der acht höchsten Spielklasse. Der SK St. Johann verfügt über viele Nachwuchsmannschaften mit rund 200 Spielerinnen und Spielern.

## Geschichte
Der SK St. Johann wurde am 21. Juni 1954 gegründet und spielte in der Saison 1968/69 und Saison 1969/70 in der Landesliga Tirol. Seinen größten Erfolg feierte der Sportklub mit dem Gewinn des Tiroler Pokals 1988. Seit der Saison 2023/24 spielen die Unterländer in der Regionalliga Tirol.

## Titel und Erfolge
- 2 × Drittligateilnahme (Tiroler Liga): 1968/69, 1969/70
- 1 × Tiroler Landescupsieger: 1988